# Allotropa merrilli
Allotropa merrilli är en stekelart som beskrevs av Muesebeck 1954. Allotropa merrilli ingår i släktet Allotropa och familjen gallmyggesteklar. Inga underarter finns listade i Catalogue of Life.